# Égine (mythologie)
Pour les articles homonymes, voir Égine (homonymie).
 (juin 2021).

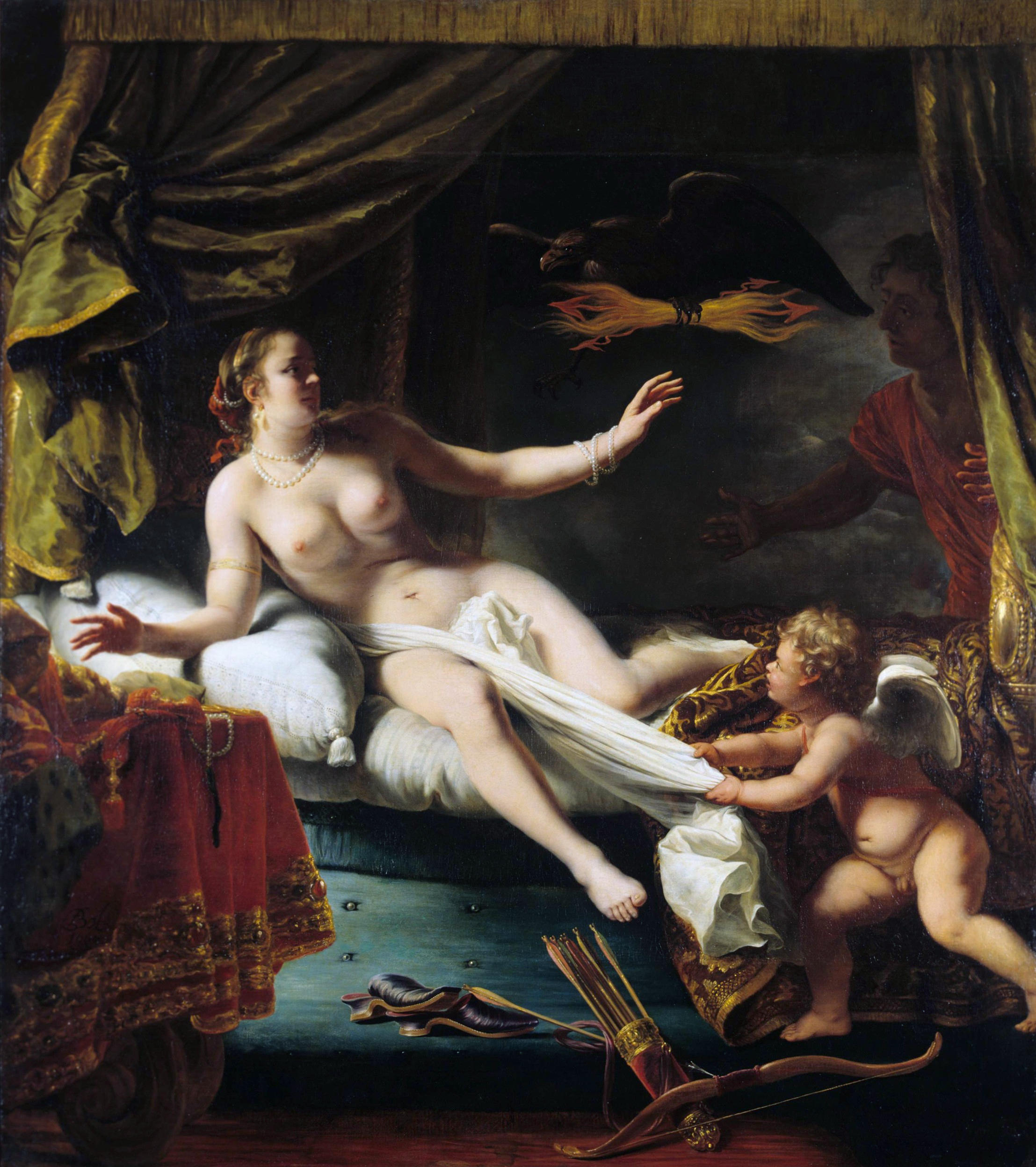
Égine.

Dans la mythologie grecque, Égine (en grec ancien Αἴγινα / Aígina) est fille du dieu fleuve Asopos et de la naïade Métope.

## Mythe
Nymphe aimée de Zeus, celui-ci l'enlève sous la forme d'un aigle et la transporte sur l'île d'Œnone, appelée depuis île d'Égine. De leur union naît Éaque, qu'elle abandonne sur l'île.
Selon la IXe Olympique de Pindare, elle est aussi la mère de Ménétios (le père de Patrocle), conçu avec Actor.

## Toponymie
L'île grecque d'Égine porte son nom, de même que l'astéroïde de la ceinture principale (91) Égine.